# NK Korotan Prevalje
NK Korotan Prevalje foi uma equipe eslovena de futebol com sede em Prevalje. Disputava a primeira divisão da Eslovênia (Campeonato Esloveno de Futebol).
Seus jogos são mandados no Stadion na Prevaljah, que possui capacidade para 1.800 espectadores.

## História
O NK Korotan Prevalje foi fundado em 1933.
Um novo time foi fundado em 2003 com o nome DNŠ Prevalje.